# 博登基兴
博登基兴是德国巴伐利亚州的一个市镇。总面积62.01平方公里，总人口5300人，其中男性2692人，女性2608人（2011年12月31日），人口密度85人/平方公里。